# Новоукраїнська сільська рада (Млинівський район)
Новоукраї́нська сільська́ ра́да — колишній орган місцевого самоврядування у Млинівському районі Рівненської області. Адміністративний центр — село Новоукраїнка.

## Загальні відомості
- Новоукраїнська сільська рада утворена в 1963 році.
- Територія ради: 46,52 км²
- Населення ради: 1 163 особи (станом на 2001 рік)

## Населені пункти
Сільській раді підпорядковані населені пункти:
- с. Новоукраїнка
- с. Зоряне
- с. Надчиці
- с. Свищів

## Склад ради
Рада складається з 16 депутатів та голови.
- Голова ради: Фомін Анатолій Володимирович
- Секретар ради: Поліщук Галина Наумівна

### Керівний склад попередніх скликань
| Прізвище, ім'я, по батькові  | Основні відомості                                                         | Дата обрання | Дата звільнення |
| ---------------------------- | ------------------------------------------------------------------------- | ------------ | --------------- |
| Боровець Петро Павлович      | Сільський голова, 1951 року народження, освіта вища, член Народної партії | 26.03.2006   | 31.10.2010      |
| Боровець Петро Павлович      | Сільський голова, 1951 року народження, освіта вища, член Народної партії | 31.10.2010   |                 |
| Фомін Анатолій Володимирович | Сільський голова, 1981 року народження, освіта вища, позапартійний        | 25.10.2015   |                 |

Примітка: таблиця складена за даними сайту Верховної Ради України